# 5e bataillon de chasseurs à pied
Le 5e bataillon de chasseurs à pied (5e BCP)  est une unité militaire dissoute de l'infanterie française.

## Création et différentes dénominations
- 1840 : création du 5e bataillon de chasseurs à pied (BCP)
- 1842 : devient le 5e bataillon de chasseurs d’Orléans
- 1848 : redevient le 5e bataillon de chasseurs à pied
- 1916 : devient le 5e bataillon de chasseurs alpins (BCA)
- 1929 : dissolution du 5e bataillon de chasseurs alpins
- 1937 : recréation du 5e bataillon de chasseurs portés
- 1940 : dissolution du 5e bataillon de chasseurs portés
- 1945 : recréation du 5e bataillon de chasseurs à pied
- 1945 : devient le 5e bataillon de chasseurs aéroportés (BCAP)
- 1949 : redevient le 5e bataillon de chasseurs à pied
- 1955 : devient le 5e groupe de chasseurs à pied (GCP)
- 1960 : redevient le 5e bataillon de chasseurs à pied
- 1962 : dissolution du 5e BCP

## Chefs de corps
- 1840 - 1842 : colonel Mellinet,

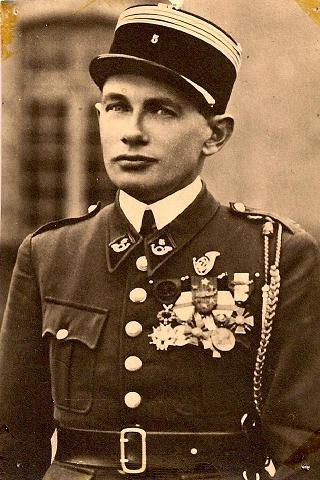
Le commandant Journois, commandant le 5e BCP de 1937 à 1939.

- 1842 - 1845 : chef de bataillon Certain Canrobert,
- 1845 : Gaillard de Saint-Germain
- 1845 - 1848 : Soumain
- 1848 - 1849 : chef de bataillon Pierre Auzouy,
- 1849 - 1851 : Marie Auguste Roland Levassor Sorval
- 1851 - 1855 : chef de bataillon Landry de Saint Aubin,
- 1855 - 1859 : Isidore Garnier
- 1859 - 1860 : Thouvenin
- 1860 - 1864 : Fraboulet de Kerleadec
- 1864 - 1868 : Thibaudin
- 1868 - 1870 : commandant Carré tué le 31 août à la bataille de Noisseville
- .1870 - 1872 : Renault
- 1873 : de Ligniville
- 1873 - 1878 : Cugnier
- 1878 - 1884 : Joseph Léon Gustave Edmond Courbassier (1842-1906)
- 1884 - 1889 : Charles Jean Vilar (1844-1923)
- 1889 - 1893 : Lorenzo
- 1893 - 1895 : Pretet
- 1895 - 1901 : Verlynde
- 1901 - 1905 : Robert Albert Duplessis (1857-1929)
- 1905 - 1906 : Émile Charles Lavisse (1855-1915)
- 1906 : Pichaud
- 1913 - 1914 : commandant Charles Jacquemot
- 1914 - 1915 : commandant Charles Colardelle
- 1915 - 1915 : commandant Charles Barberot
- 1915 - 1916 : commandant Gustave Langlois
- 1916 - 1918 : commandant Delacroix
- 1918 - 1919 : commandant Michel
- 1937 - 1939 : commandant Georges Journois
- 1946 : Leroy,

## Historique des garnisons, campagnes et batailles

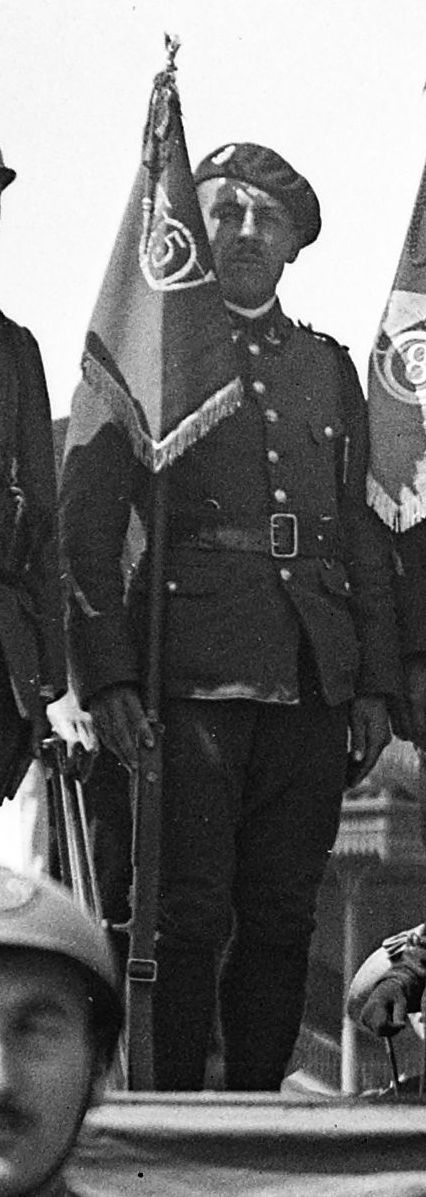
Fanion du 5e bataillon de chasseurs alpins le 25 juillet 1920 lors de la fête des chasseurs.

### 1815 à 1852
Au 1er janvier 1849, le 5e BCP, sous le commandement du chef de bataillon Pierre Auzouy, est en garnison à Blidah en Algérie.
En 1850, le bataillon est en garnison à Lyon et son dépôt est à Grenoble.

### De 1870 à 1914
- Guerre franco-allemande de 1870
  - 14 août : Bataille de Borny-Colombey où il perd 8 officiers et 113 chasseurs lors de la défense du bois de Mey.
  - 16 août : Bataille de Rezonville où le bataillon s'illustre en participant à la destruction de la brigade Wedell et en repoussant la charge des dragons de la Garde prussienne.
  - 18 août : Bataille de Saint-Privat où il perd 111 chasseurs dans la défense des positions devant les bois de la Cusse.
  - 31 août : Bataille de Noisseville où il perd son chef de corps, le commandant Carré.
  - 7 octobre : Bataille de Bellevue.

garnisons :
Remiremont (Vosges), 1910-1913 (au moins)

### Première Guerre mondiale

#### 1914
- Le 31 juillet 1914, le 5e bataillon de chasseurs est mobilisé à Remiremont (caserne Marion), sous les ordres du commandant Jacquemot.
- Combats le long de la Fecht à Ingersheim puis le 5e BCA doit gagner Gérardmer, par Munster et le col de la Schlucht
- Reprise du village d'Entre-deux-Eaux puis retraite sur Anould
- La Crête de Mandray
- La montagne d'Ormont et le Spitzenberg : La 5e compagnie occupe le Spitzenberg. Cette opération valut à la 5e compagnie une citation à l'ordre de l'armée.
- Vallée de Celles-sur-Plaine
- Bataille de Steinbach
- Goldbach

#### 1915
- Les plateaux d'Uffholtz : guerre de tranchées
- Hilsenfirst
- Bataille du Linge
- Bataille du Hartmannswillerkopf

### Entre-deux-guerres
Dissous en 1929.
Recréé en 1937 à Bruyères, comme 5e bataillon de chasseurs portés, tout comme le 17e.
5e et 17e bataillons de chasseurs portés, sont les deux premières unités de l'Armée de terre française spécialement constituées pour accompagner les unités blindées des divisions cuirassées (à l'instar des panzergrenadiers allemands ou des bersaglieri italiens).

### Seconde Guerre mondiale
Dissous en 1940.
Formation du bataillon au Blanc, début janvier 1945 avec des résistants des maquis de l'Indre;
Front d'Alsace à Vieux-Thann, Oberfeld, Hartmannswillerkopf,(janvier-février-mars 1945);
poche de Saint-Nazaire au Thillot près de Redon (mars-avril-mai 1945);

### De 1946 à nos jours
- Algérie : Oran, Alger, Grande Kabylie, Fort National 1945-1949;
- Oranais-Maroc (I955-1962);
- dissolution du 5e BCP en 1962

## Traditions

### Devise
Qui s'y frotte s'y pique

### Insigne
L'insigne du bataillon présente le cor des chasseurs entourant un chardon.
Dans les années 1950, le colonel de Peyrelongue fait réaliser un nouvel insigne, remplaçant le chardon par un ours pyrénéen dessiné d'après un animal du zoo de Karlsruhe. Son successeur revient à l'insigne traditionnel.

### Drapeau
Comme tous les bataillons du corps des Chasseurs à pied, le 5e BCP ne possède pas de drapeau propre mais partage le drapeau unique des Chasseurs.

### Décorations
Médaille militaire (fourragère) 1914-1918

## Personnalités ayant servi au sein du régiment
- Albert Cambriels (1816-1891) alors capitaine
- Clément Duval (1850-1935), anarchiste, fondateur de l'illégalisme
- Paul Gaujac (1934-),
- André Parant (1897-1941), résistant français, Compagnon de la Libération.

## Sources et bibliographie
- Collectif, Histoire des parachutistes français, Société de Production Littéraire, 1975.
- Marcel Burchard-Bélavary (capitaine), Histoire du 5e bataillon de chasseurs. Algérie, Crimée, Italie, Metz. Récits dédiés aux chasseurs du bataillon, Paris, Ed. Charles Lavauzelle, 1904
- G. de Sourdeval (capitaine-adjudant-major), Histoire du 5e bataillon de chasseurs à pied, Ed. Laplaiche, Dijon, 1876 lire en ligne sur Gallica
- Historique du 5e bataillon de chasseurs alpins : campagne 1914-1918, Paris, Chapelot, 103 p., lire en ligne sur Gallica.